# فن سومري جديد

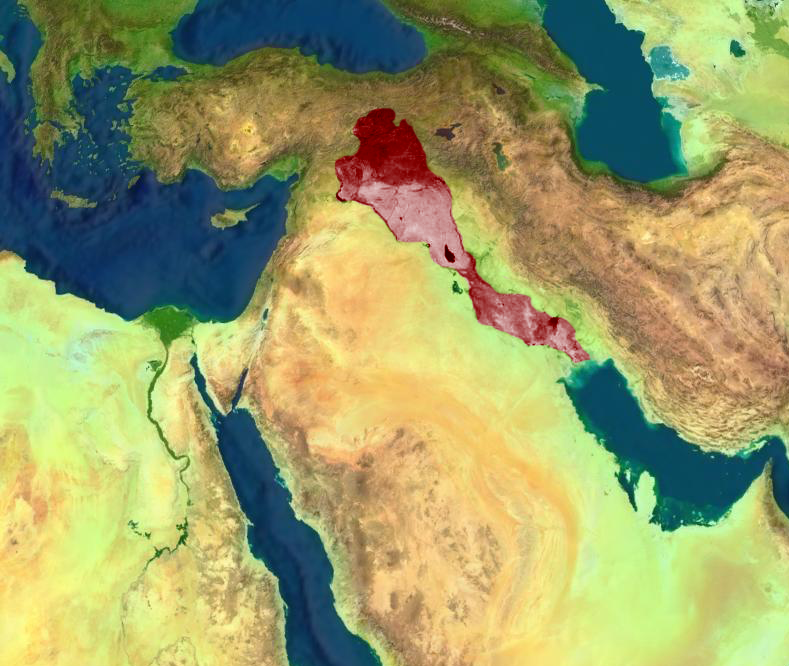

الفن السومري الجديد هو فترة من فن بلاد ما بين النهرين، أُنتج في عهد السلالة الثالثة من عصر أور أو العصر السومري الجديد، نحو 2110- 2004 قبل الميلاد، في جنوب بلاد ما بين النهرين (العراق الحديث). يُعرف هذه الفن غالبًا بإحياء الصفات الأسلوبية السومرية وتمحوره حول الملكية واللاهوت.
تأثر فن العصر السومري الجديد بالأكاديين الذين حكموا قبل هذا العصر. بُنيت العديد من المعابد الكبيرة والزقورات خلال هذه الفترة، وامتلك معظمها سلالم ضخمة. ربما ساد الاعتقاد بأن هذه السلالم تُستخدم من قبل الآلهة من أجل الصعود والهبوط بين السماء والأرض. أُنشئ المعبد في أسفل الدرج كمنزل للإله/ الآلهة التي يبجلها المعبد. أما بالنسبة للتماثيل السومرية الجديدة فتعتبر تماثيل كوديا الأكثر شيوعًا في تلك الفترة، على الرغم من انتهاء عهده قبل بضع سنوات من بدء السلالة الثالثة في أور. تُقدم هذه التماثيل الباتيسي برأس ووجه محلوق مرتديًا رداء الراهب. عرفت تماثيل الشخصيات البشرية في العصر الحديث السومري بحواجبها وشفاهها وأصابعها المميزة. قدمت العمارة بشكل عام، إلى جانب النحت السومري الجديد، موضوعًا قويًا للعظمة الهادئة والحماس الديني الشديد. شكلت مواضيع القوة والسلطة ومواضيع أخرى كانت مميزة في الفن السومري الجديد رأسَ المال القوي والتحف الاحتفالية الدينية.

## العمارة
اعتمدت العمارة السومرية الجديدة في الغالب على المواد المتاحة في تلك المنطقة الديموغرافية. لم تكن المواد عالية الجودة متاحة في هذه المنطقة، لذلك كان على الناس استخدام القصب الطويل من المستنقعات ومشاريع الطوب الطيني للإسكان والهياكل الأكثر ديمومة. كانت هناك مراحل عديدة للتطور المعماري وتصميم المعبد. بدأت هذه التصاميم كأفكار أولية تطورت إلى تصميمات أكثر تقدمًا. تحوي الهياكل الأولى القائمة على المخططات البدائية أضرحةً صغيرة بأبعاد 12*12 قدمًا فقط، مع مائدة قربان واحدة أمام الكوة، وقد بُني العديد من المعابد المبكرة بهذه الطريقة. جرى تدعيم المعابد القديمة وتوسيعها بإضافة دعامات في السنوات اللاحقة. من الخصائص النموذجية للمعابد السومرية أنها تقع على قمة الزقورات، وهي جبل من صنع الإنسان، وهي الأماكن التي يُتوقع وجود الإله فيها. كانت مستويات الواجهة والتدرج أيضًا من الخصائص النموذجية لكل من المعابد والزقورات. تُدعى الزقورة الخاصة بالسومرية الجديدة زقورة أور.

## قطع أخرى

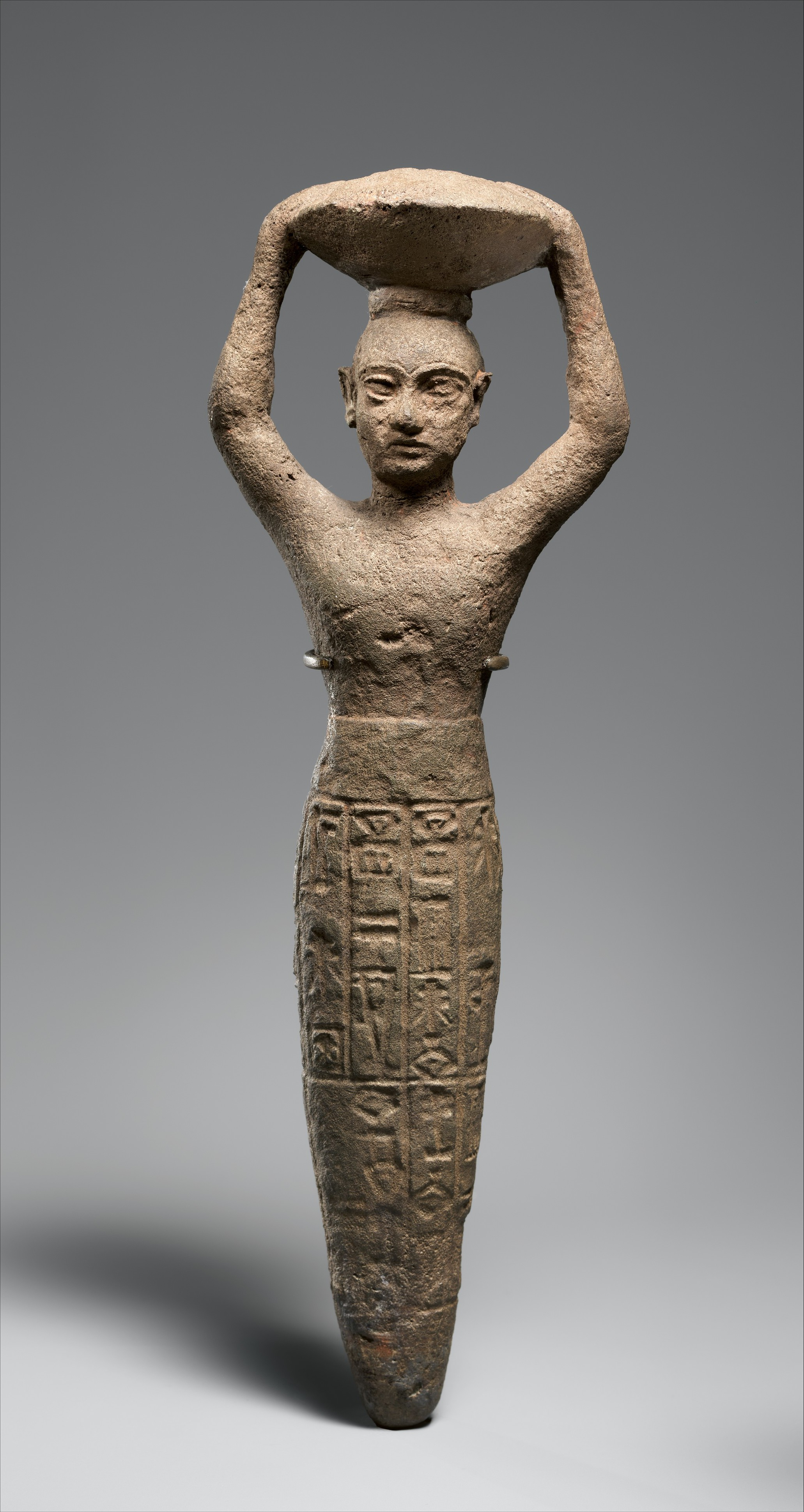
العنوان: تمثال تأسيسي لأور-نامو يحمل سلة
الوصف: سومري حديث؛ تمثال تأسيسي؛ عمل معدني - منحوتة - منقوشة
التاريخ: حوالي 2112–2095 قبل الميلاد

صُنع ما يُسمى كأس خمر كوديا الموجود حاليًا في متحف اللوفر من الحجر الأملس. كان قدحًا يُستخدم في الاحتفالات الدينية، وهو دليل على أن الوحوش لم تختفِ تمامًا على الرغم من أنسنة الآلهة، إذ يوجد على الكأس تنينان واقفان يحمل كل منهما رمحًا بأرجله الأمامية. يبدو هذان الوحشان مخيفين برأس ثعبان وجسد قطة ومخالب نسر وذيل عقرب. يحرس الوحشان قصبتين يرتفع ضمنهما ثعبانان يصل رأساهما حافة الكأس. يُستخدم الشعار الذي يخلقانه كشعار للصيدلة والطب.
وُجد رأس لأنثى من المرمر منذ نحو 2100 قبل الميلاد في أور، وهو موجود حاليًا في متحف الآثار والأنثروبولوجيا في جامعة بنسلفانيا (متحف جامعة بنسلفانيا) في فيلاديلفيا. جرى التعرف على هذا الرأس مع أميرة سومرية جديدة وكذلك مع الإلهة نينغال. يمتلك الرأس رباط رأس دائري ناعم أملس ذهبي اللون يجمع شعرها. الجزء السفلي من وجهها مفقود بسبب الخراب والتهشم الطبيعي الذي لحق بها الناتج عن العمر. ما تزال العينان تنضحان بالحياة وهما مطعمتان باللازورد. صُنع الرأس من الديوريت وهو حجر أسود نادر وثمين.